# Fudbalski klub Mladi Radnik
Il Fudbalski klub Mladi Radnik 1926 (in serbo Фудбалски клуб Млади Радник 1926?; in italiano: F.C. Giovane Operaio 1926) è una società calcistica della Serbia con sede a Požarevac. Attualmente milita nella Srpska Liga Ovest, terzo livello del calcio serbo.

## Storia
La squadra viene fondata nel 1926 come Sportski klub Radnički. L'immagine d'archivio più antica risale al 1927. Nella primavera nel 1920, il Radnički viene ufficialmente incluso nel campionato di Požarevac: la prima partita viene disputata il 2 agosto 1927 contro il FK Pobeda, la prima vittoria viene nel settembre dello stesso anno contro l'Hajduk per 2-1. Nel 1928 come, Mladi Radnik, si iscrive alla Federazione calcistica della Jugoslavia e viene inserita nella Lega Regionale Braničevo-podunavska.
I campionati della R.S.F. Jugoslavia sono stati avari di successi. Alla fine degli anni '90, a dissoluzione della Jugoslavia ormai avvenuta, la squadra raggiunge la Druga liga Srbije i Crne Gore, la seconda divisione di Serbia e Montenegro. Nel 2004, nella Serbia indipendente, viene retrocessa nella Srpska Liga Est (il girone orientale della terza divisione), ma dura poco: due promozioni consecutive, nel 2008 e 2009 consentono al Mladi Radnik di raggiungere, per la prima (e per ora unica) volta nella sua storia, la massima divisione, la SuperLiga.
Ma, anche in questo caso, dura poco: solo un anno nella top league e l'ultimo posto lo condanna alla retrocessione. Due anni di seconda divisione e viene un'altra retrocessione. Nel 2014, in terza divisione, la squadra in dissesto finanziario si scioglie.
Nello stesso 2014 viene fondato il FK Radnički 1926 e gioca nello stadio Vašarište come successore del Mladi Radnik. Nel 2017 cambia il nome in FK Mladi Radnik 1926.

## Nomi del club
- SK Radnički (1926-1928)
- FK Mladi Radnik (1928-2014)
- FK Radnički 1926 (2014-2017)
- FK Mladi Radnik 1926 (2017-oggi)

## Cronistoria
Questi sono i più recenti piazzamenti del Mladi Radnik nei campionati serbi.
| R.F. Jugoslavia / Serbia e Montenegro |                                 |      |      |                                               |
| Stagione                              | Campionato                      | Liv. | Pos. | Note                                          |
| 1996/97                               | Druga savezna liga - gir. Ovest | II   | 4º   |                                               |
| 1997/98                               | Druga savezna liga - gir. Ovest | II   | 3º   |                                               |
| 1998/99                               | Druga savezna liga - gir. Ovest | II   | 13º  |                                               |
| 1999/00                               | Druga savezna liga - gir. Est   | II   | 10º  |                                               |
| 2000/01                               | Druga savezna liga - gir. Est   | II   | 10º  |                                               |
| 2001/02                               | Druga savezna liga - gir. Est   | II   | 10º  |                                               |
| 2002/03                               | Druga savezna liga - gir. Est   | II   | 2º   |                                               |
| 2003/04                               | Druga savezna liga - gir. Est   | II   | 6º   | Retrocede                                     |
| 2004/05                               | Srpska liga - gir. Ovest        | III  | 3º   |                                               |
| 2005/06                               | Srpska liga - gir. Ovest        | III  | 3º   |                                               |
| Serbia                                |                                 |      |      |                                               |
| 2006/07                               | Srpska liga - gir. Ovest        | III  | 4º   |                                               |
| 2007/08                               | Srpska liga - gir. Ovest        | III  | 2º   | Promosso                                      |
| 2008/09                               | Prva Liga Srbija                | II   | 3º   | Promosso                                      |
| 2009/10                               | SuperLiga                       | I    | 16º  | Retrocede                                     |
| 2010/11                               | Prva Liga Srbija                | II   | 10º  |                                               |
| 2011/12                               | Prva Liga Srbija                | II   | 16º  | Retrocede                                     |
| 2012/13                               | Srpska liga - gir. Ovest        | III  | 2º   |                                               |
| 2013/14                               | Srpska liga - gir. Ovest        | III  | 15º  | A fine stagione si scioglie                   |
| 2014/15                               | Braničevska okružna liga        | V    | 2º   | Come Radnik 1926, promosso                    |
| 2015/16                               | Zona Dunav                      | IV   | 9º   |                                               |
| 2016/17                               | Zona Dunav                      | IV   | 4º   | Promosso, cambia il nome in Mladi Radnik 1926 |
| 2017/18                               | Srpska liga - gir. Ovest        | III  |      |                                               |

## Palmarès

### Competizioni nazionali
- Srpska Liga: 1

2007-2008 (girone ovest)

### Altri piazzamenti
- Prva Liga Srbija:

Terzo posto: 2008-2009
- Druga liga SR Jugoslavije:

Secondo posto: 2002-2003 (girone est)
Terzo posto: 1997-1998 (girone ovest)
- Srpska Liga:

Terzo posto: 2004-2005 (girone ovest), 2005-2006 (girone ovest)

## Allenatori
- Zoran Ranđelović (giugno 2010–2011)
- Nebojša Maksimović (giugno 2009–giugno 2010)
- Miloljub Ostojić ( –giugno 2009)
- Ivan Čančarević (2006)
- Branko Smiljanić (1996–1997)